# Crooked (rivière de Nouvelle-Zélande)
Pour les articles homonymes, voir Crooked.
La rivière Crooked (anglais : Crooked River) est une rivière qui s’écoule depuis sa source dans les Alpes du Sud jusqu’au lac Brunner dans la région de la  West Coast dans l’Ile du Sud de la Nouvelle-Zélande ,.   

## Étymologie
Son nom vient du trajet erratique qu’elle prend. Près du Lac Brunner, elle passe à travers des terres agricoles pratiquement plates, mais près de sa source, elle se rue à travers des gorges et des rapides. Un de ses affluents est la rivière Poerua venant du Lac Poerua (en).

## Améngements et écologie
Fishers visita la rivière Crooked pour attraper des truites,.
La rivière est aussi utilisées par les canoëistes.
Récemment un dépôt de limon s’est constitué au milieu des berges de la  rivière.
Il existe deux refuges disponibles pour la randonnée le long de la rivière “Crooked ”,.